# NGC 64
NGC 64 ist eine Balken-Spiralgalaxie mit ausgedehnten Sternentstehungsgebieten vom Hubble-Typ SBbc im Sternbild Walfisch südlich der Ekliptik. Sie ist schätzungsweise 330 Millionen Lichtjahre von der Milchstraße entfernt und hat einen Durchmesser von etwa 155.000 Lichtjahren.

Im selben Himmelsareal befinden sich u. a. die Galaxien NGC 47, NGC 50, NGC 54, NGC 61.
Das Objekt wurde am 21. Oktober 1886 von dem amerikanischen Astronomen Lewis A. Swift entdeckt.